# Leiurus abdullahbayrami
Espèce
Leiurus abdullahbayrami est une espèce de scorpions de la famille des Buthidae.

## Distribution
Cette espèce se rencontre dans le Sud-Est de la Turquie, en Syrie, au Liban et en Jordanie.

## Description
La femelle holotype mesure 58,55 mm et le mâle paratype 67,68 mm.
Leiurus abdullahbayrami mesure de 51 à 68 mm.

## Systématique et taxinomie
Cette espèce a été décrite par Yağmur, Koç et Kunt en 2009.

## Étymologie
Cette espèce est nommée en l'honneur de l'arachnologiste turc Abdullah Bayram.

## Publication originale
- Yağmur, Koç & Kunt, 2009 : « Description of a New Species of Leiurus Ehrenberg, 1828 (Scorpiones: Buthidae) from Southеastеrn Turkey. » Euscorpius, no 85, p. 1-20 (texte intégral).